# Psi World
 (juillet 2023).
Psi World est un jeu de rôle américain de science-fiction publié par Fantasy Games Unlimited en 1984.

## Présentation
Dans le monde de PSI World, les mutants dotés de pouvoirs psychiques sont une réalité. Deux factions s'y opposent, les pro- et les anti-mutants.
Les règles ne spécifient pas vraiment l'univers mais un scénario propose un monde légèrement alternatif où les Psis sont opprimés dans certains Etats américains post-apocalyptiques.

## Parutions

### Règles
- PSI World (1984)

### Aventures
- The Hammer Shall Strike (1985)
- Underground Railroad (1985)
- Cause For War (1986)